# Buenos Aires (Panama, Ngöbe-Buglé)
Pour les articles homonymes, voir Buenos Aires (homonymie).
Buenos Aires est une localité panaméenne située dans le district de Ñürüm, dans la comarque Ngäbe-Buglé. Elle compte 1 856 habitants en 2010.